# Adam Hansen
Adam Hansen (Gold Coast, 11 de mayo de 1981) es un ciclista australiano.
Pasó a profesional en 2007 con el equipo alemán T-Mobile Team, convertido en el ya desaparecido Team High Road, y entre 2011 y 2020 corrió en el equipo belga Lotto Soudal. Sus mayores logros fueron ganar una etapa tanto en el Giro de Italia como en la Vuelta a España, así como el Campeonato de Australia de Ciclismo Contrarreloj en enero de 2008.

## Biografía
En amateur, Hansen corre en varios equipos como Arboe Merida-Graz, Corratec Austria-Arbö, Elk Haus o Aposport Krone Linz. En el último equipo, Hansen destacó al ganar el GP Bradlo en Eslovenia, así como algunos otros lugares de honor en carreras de esta magnitud.
Luego se unió al equipo T-Mobile Team en el que, consigue un sexto lugar en Le Samyn en 2007, seguido por un segundo puesto en Hel van het Mergelland en 2008, es ante todo un compañero de equipo, lo que le permite descubrir las tres grandes vueltas durante sus dos primeros años profesionales. Hansen destaca, cada año en los Campeonatos Australianos en enero. En 2008, ganó el título de Campeón de Australia de contrarreloj y terminó segundo en el Campeonato de Australia de Ciclismo en Ruta y tercero de la misma al año siguiente.
En 2011 tras la desaparición del HTC-Columbia, ficha por el Omega Pharma Lotto, que un año después se llamaría Lotto Belisol, con este equipo consigue su victoria más importante en el Giro de Italia 2013, tras llegar en solitario a la línea de meta de Pescara tras una larga fuga. Al año siguiente, en la Vuelta a España, logró una victoria de etapa muy importante tras un ataque a poco más de 5 km a la meta para llegar en solitario a Cangas de Morrazo. Al final de la Vuelta alcanzó el récord, de correr y finalizar diez Grandes Vueltas consecutivas, al superar a Marino Lejarreta y Bernardo Ruiz que quedaron con nueve. Para resaltar el hecho, Hansen corrió la última etapa de la Vuelta con una rueda que recuerda sus participaciones desde la Vuelta 2011 hasta la Vuelta 2014.
En 2018 al terminar el Giro de Italia consiguió aumentar a 20 el número de grandes vueltas consecutivas terminadas. Tras establecer este récord sigue corriendo las tres grandes rondas por etapas cada temporada.
En octubre de 2020, antes de la celebración del Giro de Italia, anunció que tras la carrera dejaría el ciclismo para dedicarse a competir en Ironman a partir de 2021. En septiembre de ese mismo año confirmó su regreso al profesionalismo en 2022 con el WSA KTM Graz, el primer equipo de su carrera.

## Vida personal
Nacido en Australia, pero de orígenes italianos por parte de sus abuelos que emigraron hacia Queensland en busca de trabajo. A Hansen le gustan las bromas con sus compañeros de equipo mediante la publicación de fotos divertidas de ellos en su cuenta de Twitter, incluidas muchas suyas. Él es afable, inteligente y muy querido entre el pelotón. En la subida al Alpe d'Huez del Tour de Francia 2013 se le vio con una cerveza en la mano en un gesto simpático y bromista, al igual que en la subida al Angliru de la Vuelta a España del mismo año con una peluca. Como ingeniero Hansen ha diseñado sus propios zapatos y los ha calzado en numerosas ocasiones. Vive en Frýdlant nad Ostravicí, República Checa, y lo hace desde 2005. Le encanta correr todos los años las grandes vueltas, y está enamorado de dichos países.

## Palmarés
2006
- Grand Prix Bradlo
- 2.º en el Campeonato de Australia en Ruta

2008
- Campeonato de Australia Contrarreloj
- 2.º en el Campeonato de Australia en Ruta

2009
- 3.º en el Campeonato de Australia en Ruta

2010
- Ster Elektrotoer, más 1 etapa

2013
- 1 etapa del Giro de Italia

2014
- 1 etapa de la Vuelta a España

## Resultados en Grandes Vueltas y Campeonatos del Mundo
| Carrera              | Carrera              | 2007 | 2008  | 2009 | 2010 | 2011  | 2012  | 2013 | 2014 | 2015  | 2016  | 2017  | 2018 | 2019 | 2020  |
| -------------------- | -------------------- | ---- | ----- | ---- | ---- | ----- | ----- | ---- | ---- | ----- | ----- | ----- | ---- | ---- | ----- |
|                      | Giro de Italia       | Ab.  | 108.º | —    | Ab.  | —     | 94.º  | 72.º | 73.º | 77.º  | 68.º  | 93.º  | 60.º | 68.º | 117.º |
|                      | Tour de Francia      | —    | 105.º | —    | Ab.  | —     | 81.º  | 72.º | 64.º | 114.º | 100.º | 113.º | —    | —    | —     |
|                      | Vuelta a España      | 89.º | —     | 94.º | —    | 129.º | 123.º | 60.º | 53.º | 55.º  | 110.º | 95.º  | —    | —    | —     |
| Mundial en Ruta      | Mundial en Ruta      | —    | Ab.   | —    | —    | —     | Ab.   | —    | 81.º | 73.º  | —     | —     | —    | —    | —     |
| Mundial Contrarreloj | Mundial Contrarreloj | 22.º | 34.º  | 30.º | —    | —     | —     | —    | —    | —     | —     | —     | —    | —    | —     |

—: no participa 

Ab.: abandono

## Equipos
- T-Mobile Team (2007)
- Team High Road (2008-2010)
  - Team Columbia (2008 desde junio)
  - Team Columbia-High Road (2009) (hasta junio)
  - Team Columbia-HTC (2009)
  - Team HTC-Columbia (2010)
- Lotto (2011-2020)
  - Omega Pharma-Lotto (2011)
  - Lotto Belisol Team (2012)
  - Lotto Belisol (2013-2014)
  - Lotto Soudal (2015-2020)
- WSA KTM Graz p/b Leomo (2022)